# Civilisations précolombiennes
Les civilisations précolombiennes (ou préhispaniques, pour les pays hispano-américains) sont les civilisations qui se sont développées en Amérique avant la découverte du continent par Christophe Colomb en 1492. L'histoire de ces civilisations couvre principalement les ères préclassique à postclassique de la Mésoamérique et de l'Amérique andine, jusqu’à leur destruction par la colonisation européenne des Amériques à l’époque moderne.
Le terme « précolombien » est utilisé dans l’étude des civilisations de Mésoamérique (Olmèques, Toltèques, Zapotèques, Mixtèques, Aztèques et Mayas) et d'Amérique andine (civilisation de Caral et civilisations andines : Incas, Moches, Chibchas et Cañaris). Il est également utilisé pour désigner la Civilisation du Mississippi, en Amérique du Nord, qui a occupé le site de Cahokia ; à son apogée en 1250 apr. J.-C., ce fut la plus grande ville au nord du Mexique, un rang qui n'a pas été dépassé avant 1800.
Les civilisations d’Amérique, au moment de leur rencontre avec les Européens, avaient des technologies très différentes de celles de l'Ancien Monde. Elles n'avaient pas développé de moyens de transport utilisant la roue ; la métallurgie n'avait presque jamais d'autre usage que décoratif ou monétaire (notamment sous la forme de haches-monnaies (en)). La plupart des Amérindiens n'utilisaient pas de système d'écriture, sauf en Mésoamérique, où on en a trouvé aussi bien sur des monuments que dans des codex, et chez les Incas, dont le système des quipus ne reposait pas sur le marquage d'un support comme la pierre ou le papier, mais sur des codes d'assemblages de cordes de différentes couleurs comportant différents nœuds.
Certaines civilisations américaines ont abouti à un degré élevé d'organisation sociale et développé de remarquables connaissances en astronomie et en mathématiques, ainsi que des techniques complexes d'agriculture et d’architecture ; c'est ainsi que, par exemple, la capitale aztèque, Mexico-Tenochtitlan, était, lorsque les Espagnols l'ont découverte, une des plus grandes villes du monde, avec une population estimée à environ 200 000 habitants.
Certaines de ces civilisations étaient éteintes depuis longtemps au moment des premières installations européennes permanentes (fin du XVe -début XVIe siècle), et ne sont connues que grâce à des fouilles archéologiques. Les américanistes recoupent les informations archéologiques avec les récits historiques de l'époque coloniale, les traditions des descendants de ces civilisations, et les écrits préhispaniques qui ont pu être préservés.

## Chronologie générale
Chronologie fondée sur les données des articles de chacune des cultures (avril 2018)
La partie supérieure (nuances de gris) correspond à l'aire nord-américaine.

La partie du milieu (couleurs chaudes) correspond à l'aire mésoaméricaine.

La partie inférieure (couleurs froides) correspond à l'aire sud-américaine.

## Peuplement

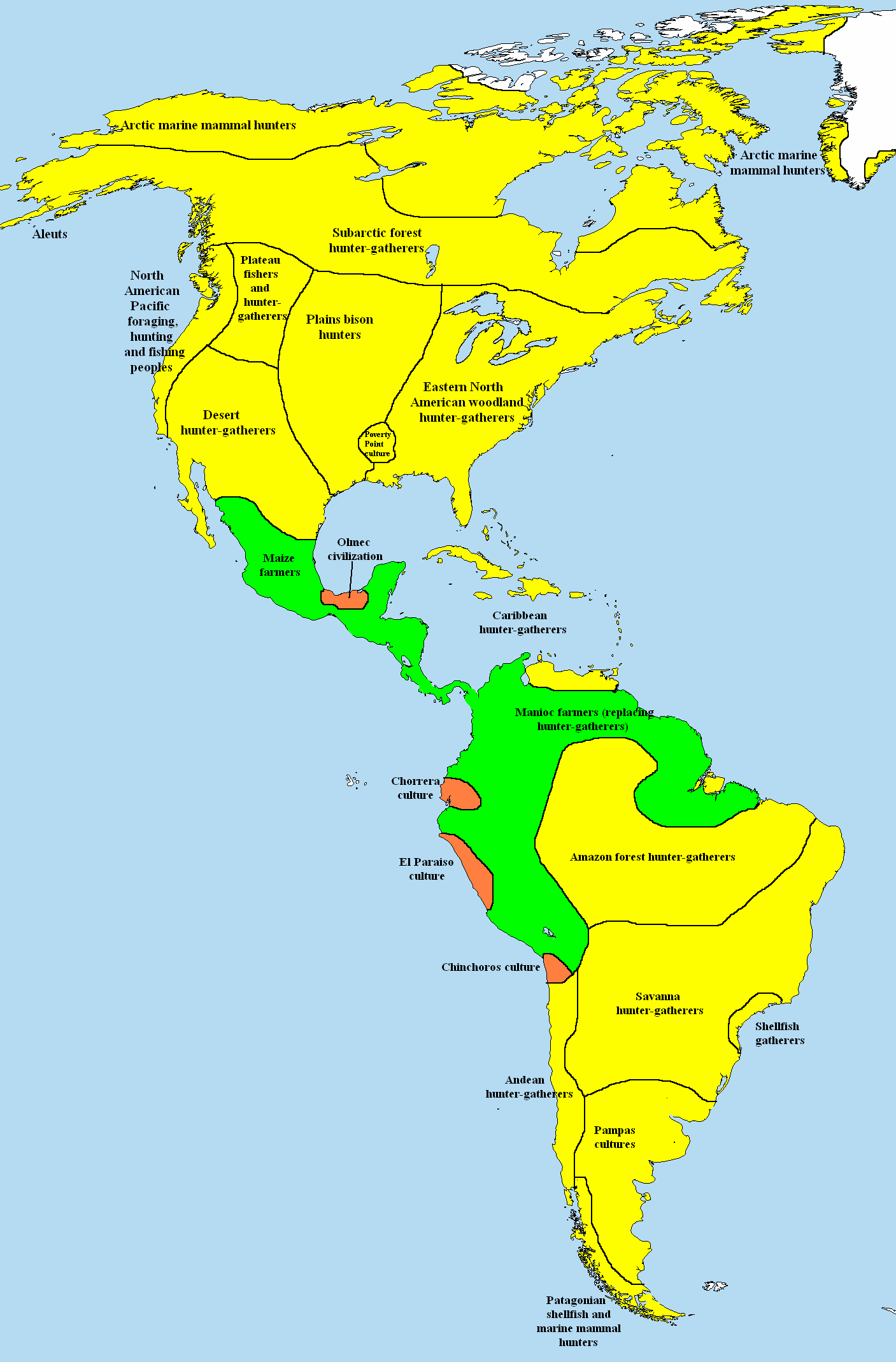
Carte simplifiée des modes de subsistance dans les Amériques vers l'an -1000
Chasseurs-cueilleurs
Sociétés avec une agriculture simple
Sociétés avec une agriculture complexe (clans ou civilisations)

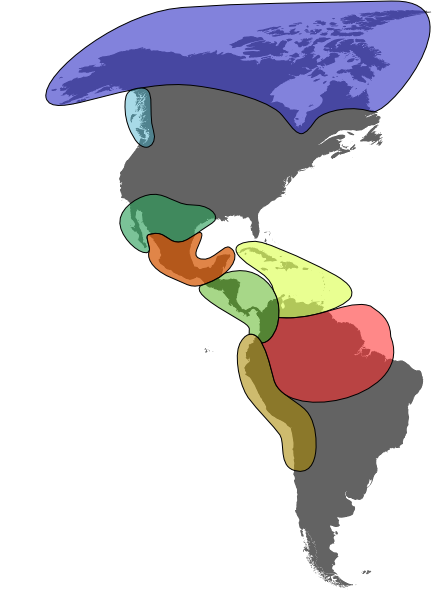
Principales aires culturelles de l’Amérique précolombienne
Arctique
Nord-Ouest des États-Unis
Aridoamérique
Mésoamérique
Aire isthmo-colombienne
Caraïbes
Amazonie
Andes

Des groupes nomades venus d’Asie du Nord-Est sont arrivés en Amérique il y a environ 24 000 ans durant la dernière période glaciaire, en traversant par voie terrestre la Béringie, qui forme maintenant le détroit de Béring, avant de se répandre sur l'ensemble du continent américain au cours des millénaires qui ont suivi. Le pont terrestre de la Béringie a ensuite été inondé et s'est donc refermé il y a environ 11 000 ans.
Les habitants des Amériques ont d’abord été des chasseurs-cueilleurs. Même après l'émergence de civilisations, des chasseurs-cueilleurs ont habité une grande partie du continent jusqu'au XVIIIe siècle.
Les Paléoindiens se sont bientôt subdivisés en plusieurs centaines de nations et tribus de langues et de cultures différentes. Ils ont constitué de petits groupes mobiles composés d'environ 20 à 50 membres. Ces groupes se déplaçaient d'un endroit à l’autre lorsque les ressources habituelles étaient épuisées ou lorsqu’ils recherchaient de nouvelles sources d'approvisionnement. Les groupes de paléoindiens étaient des chasseurs efficaces et utilisaient une grande variété d'outils. Il s'agit notamment d’instruments plus ou moins spécialisés très performants pour la découpe des viandes et le traitement des peaux. Pendant une grande partie de la période paléoindienne, on considère que ces groupes ont subsisté principalement de la chasse d’une mégafaune aujourd'hui disparue comme les mastodontes et les bisons.
Le climat de la planète s’est réchauffé brutalement vers 9700 av. J.-C., les conditions climatiques devenant alors très similaires à celles d’aujourd'hui. Cela a conduit à une augmentation de la population. Puis les peuples autochtones d'Amérique ont domestiqué et cultivé un large éventail d'espèces végétales, dont les principales sont le maïs et la pomme de terre. Ces espèces constituent aujourd'hui une grande part de l'agriculture mondiale. L'immensité et la variété des climats, de l’écologie, de la végétation, de la faune, et les séparations par le relief ont accru progressivement les divisions culturelles et linguistiques. L'identité d'un peuple est en partie définie par la langue parce que le langage influe sur les modes de vie sociale et les pratiques spirituelles. Selon les traditions orales de la plupart des peuples autochtones des Amériques, ils ont vécu là depuis la genèse, décrite par un large éventail de récits traditionnels de la création.
Les Inuits et Aléoutes sont arrivés pour leur part à une date beaucoup plus tardive, en se déplaçant le long de la côte arctique depuis l'Asie du Nord-Est jusqu'au Groenland.

## Amérique du Nord
| Culture         | Période                                | Localisation                                       |
| Hopewells       | du IIe siècle av. J.-C. au Ve siècle   | Est des États-Unis                                 |
| Mogollon        | du VIe siècle av. J.-C. au XIVe siècle | Sud-Ouest des États-Unis et Nord du Mexique        |
| Hohokam         | du IIIe siècle av. J.-C. au XVe siècle | État d'Arizona (Sud-Ouest des États-Unis)          |
| Culture Fremont | du VIIe siècle au XIIe siècle          | État de l'Utah, Sud-ouest des États-Unis           |
| Anasazi         | du VIIIe siècle au XIVe siècle         | Sud-Ouest des États-Unis (région des Four Corners) |

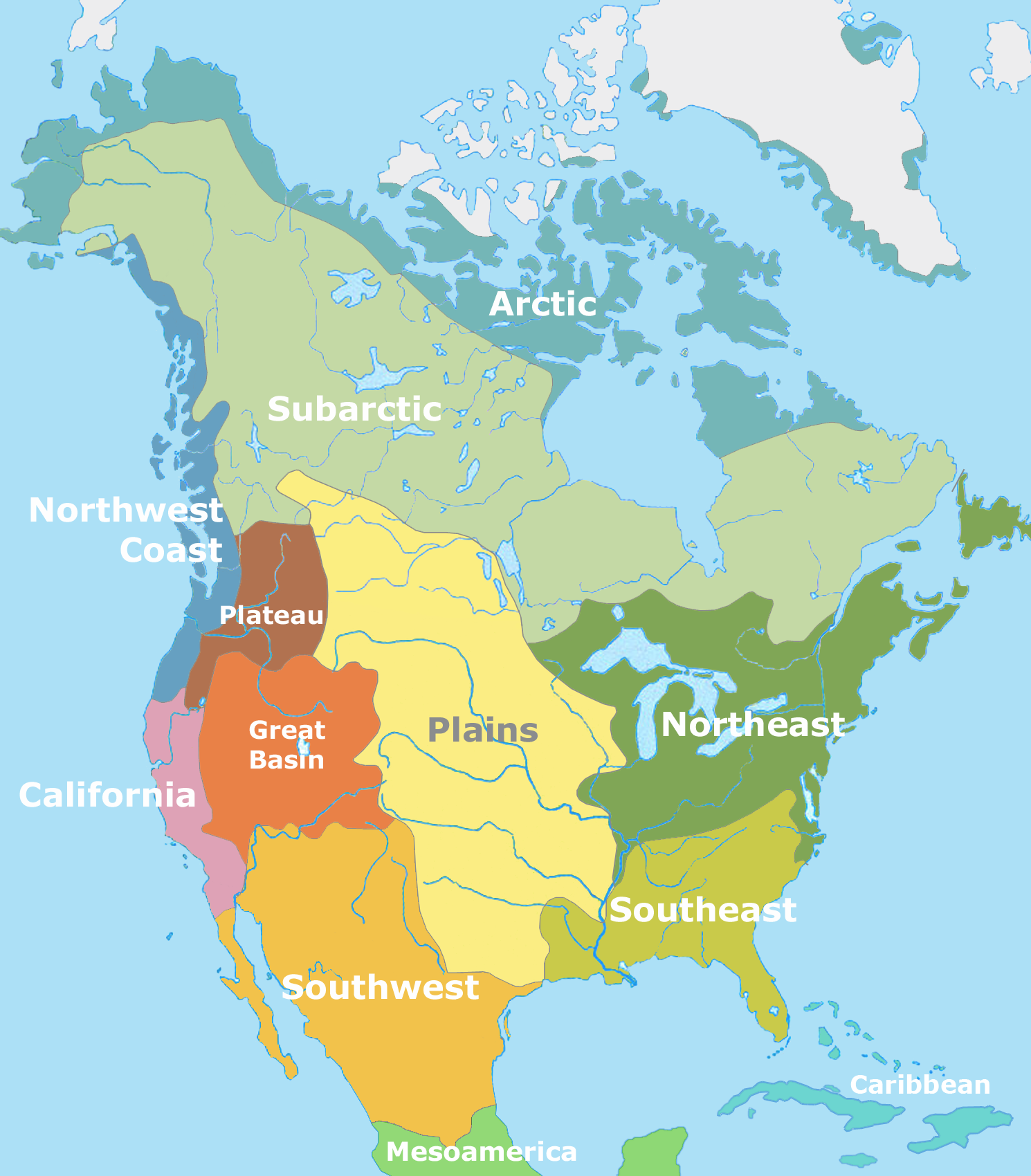
Zones d’occupation des cultures précolombiennes en Amérique du Nord

À l'arrivée des Européens, de nombreux Amérindiens formaient des tribus de chasseurs-cueilleurs semi-nomades, d'autres avaient constitué des sociétés sédentaires et agricoles. Beaucoup ont ensuite formé de nouvelles tribus ou des confédérations en réponse à la colonisation européenne. Les groupes les plus connus étaient notamment les Hurons, les Haïdas, les Apaches, les Cherokees, les Sioux, les Delawares, les Algonquins, les Choctaws, les Mohegans, les Iroquois (parmi lesquels on compte différentes tribus, les Mohawks, les Onneiouts, les Tsonnontouans, les Cayugas, les  Onondagas et enfin, les Tuscaroras et les Inuits). Bien que n'étant pas aussi avancées technologiquement que les civilisations méso-américaines situées plus au sud, il existait de grandes civilisations sédentaires précolombiennes dans les territoires qui constituent aujourd'hui les États-Unis. Les nations iroquoises ou « peuples de la longue maison » forment une structure politique et sociale unique et évoluée qui a été source d'inspiration importante, même si elle n'a pas directement influencé le développement ultérieur du gouvernement démocratique des États-Unis qui a constitué une rupture avec les monarchies fortes que les Européens avaient connues.

### Période sylvicole

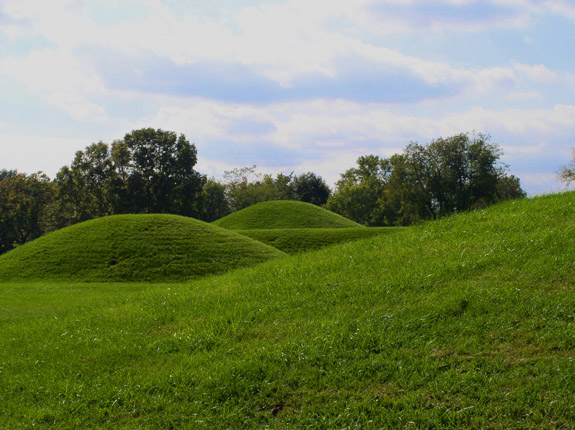
Tertres Hopewell du parc national historique de la culture Hopewell en Ohio

La période sylvicole des cultures précolombiennes d’Amérique du Nord se réfère à une époque, s’étendant d'environ 1000 av. J.-C. à 1000 apr. J.-C. dans la partie orientale de l’Amérique du Nord. Le terme wood a été inventé dans les années 1930 et se réfère à des sites préhistoriques datés entre l’époque de la période archaïque et celle de la civilisation du Mississippi. La culture Adena et la période suivante la culture Hopewell ont été des périodes de construction d’'architecture monumentale et de constitution de réseaux d'échange et de commerce à travers le continent.
Cette période est considérée comme un stade de développement sans changements massifs au cours d’une courte période, mais avec un développement continu dans la conception des outils en pierre et en os, le travail du cuir, le développement du textile des techniques de culture et de la construction d'abris. Certains peuples forestiers ont continué à utiliser les lances et les propulseurs jusqu'à la fin de la période où ils ont été remplacés par les arcs et les flèches.

### Civilisation du Mississippi

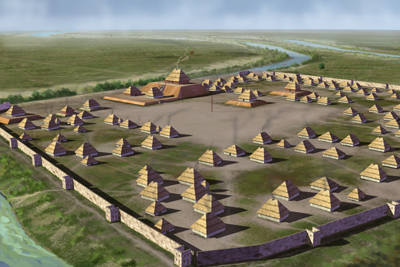
Site mississippien en Arkansas, site du parc archéologique, vers 1539. Illustration d’Herb Roe.

La culture du Mississippi s’est répandue dans le Sud-Est et l’Ouest d’une région proche de la côte atlantique à la lisière de la plaine, depuis le golfe du Mexique jusqu’à l’Ouest éloigné, bien qu’elle se soit surtout développée dans la zone située le long du Mississippi. L'un des traits distinctifs de cette culture a été la construction d’importants monticules de terre (mounds en anglais), poursuivant ainsi la tradition des cultures précédentes des Mound Builders. Ils ont développé le maïs et d'autres cultures intensives, ont participé à un vaste réseau de commerce et ont constitué une société complexe stratifiée. La culture du Mississippi est apparue vers l’an 1000 de notre ère, à la suite des cultures possédant une agriculture moins intensive et une organisation moins centralisée, celles de la  période de Woodland. Le plus grand site de ce peuple, Cahokia – situé près de l'actuelle East Saint Louis – a peut-être atteint une population de plus de 20 000 habitants. À son apogée, entre les XIIe et XIIIe siècles, Cahokia était la ville la plus peuplée d'Amérique du Nord, bien que des villes beaucoup plus importantes aient été construites en Mésoamérique et en Amérique du Sud. Le tumulus des Moines, le grand centre cérémoniel de Cahokia, reste la plus importante construction en terre pendant toute la Préhistoire du Nouveau Monde : haut de 30,4 m, il occupe une superficie de 6,4 ha. Cette culture a atteint son apogée vers 1200-1400, et dans la plupart des sites, elle semble être entrée en déclin avant l'arrivée des Européens. Beaucoup de sites mississippiens ont été visités par l’expédition d’Hernando de Soto dans les années 1540, avec des conséquences plutôt désastreuses pour les deux parties. Contrairement aux expéditions espagnoles en Amérique centrale qui ont conquis de vastes empires avec relativement peu d'hommes, les membres de l'expédition de Soto ont erré dans le Sud-Est américain pendant quatre ans, de plus en plus dépenaillés, perdant toujours plus d'hommes et de matériel, pour finalement arriver au Mexique avec seulement une petite partie de son effectif d'origine. La population locale s'en est trouvée beaucoup plus mal, en raison de la désorganisation sociale et des maladies introduites par l'expédition qui ont décimé les populations. Au moment où les Européens sont retournés dans la région une centaine d'années plus tard, la quasi-totalité des groupes mississippiens avaient disparu et de vastes étendues de leur territoire étaient pratiquement inhabitées.

## Mésoamérique

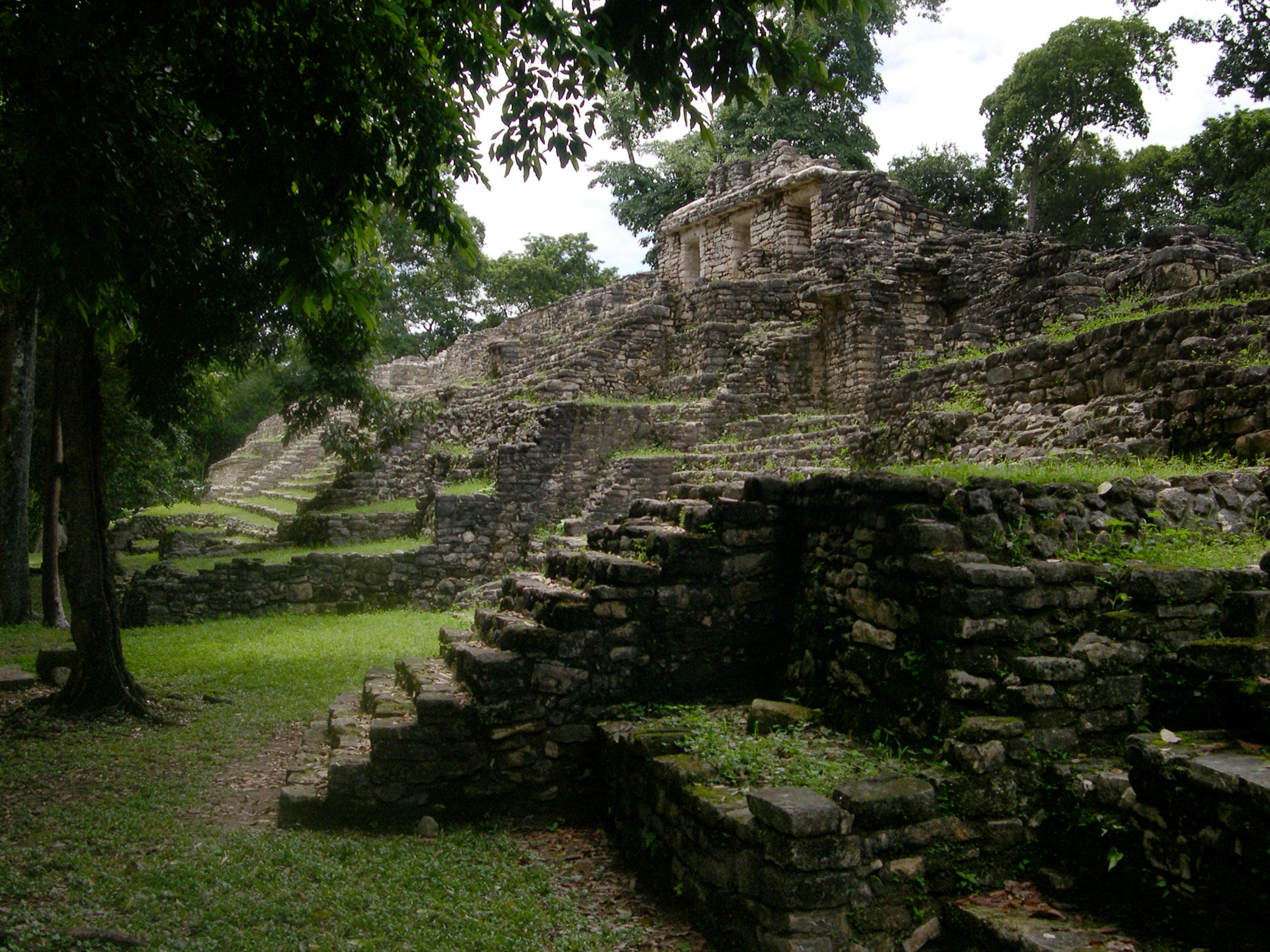
L'une des pyramides du niveau supérieur de Yaxchilan

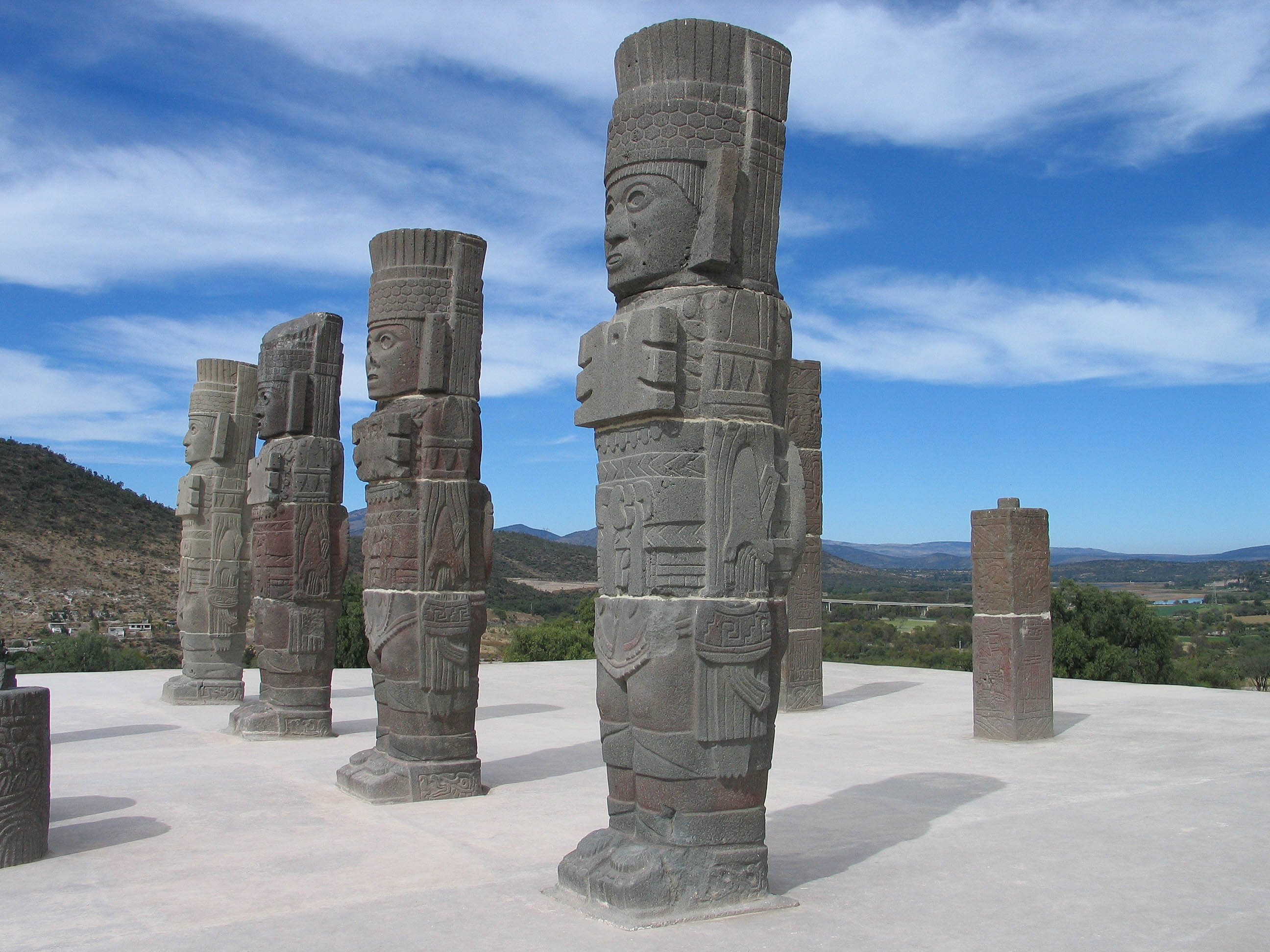
Atlantes de Tula, Hidalgo

La Mésoamérique est la région qui s'étend du centre du Mexique vers le sud jusqu’à la frontière nord-ouest du Costa Rica et qui a donné naissance à un groupe de civilisations agraires stratifiées, culturellement liées et couvrant une période s’étendant sur environ 3 000 ans avant la découverte européenne du Nouveau Monde par Christophe Colomb. Méso-américaines est l'adjectif généralement utilisé pour désigner ce groupe de cultures précolombiennes. Il s'agit d'une région occupée par un ensemble de cultures anciennes qui mirent en commun leurs croyances religieuses, leur art, ainsi que leur architecture et leur technologie en Amérique pendant plus de trois mille ans.
À partir du Ier millénaire av. J.-C., des cultures complexes ont commencé à émerger en Mésoamérique. Certaines se sont transformées en civilisations mésoaméricaines, comme les Olmèques, Teotihuacan, les  Mayas, les Zapotèques, les Mixtèques, les Huaxtèques, les Purepechas, les Toltèques, et les Mexicas (Aztèques), qui ont prospéré pendant près de 2 000 ans avant le premier contact avec les Européens.
Ces civilisations autochtones sont créditées de nombreuses inventions dans : la construction des temples-pyramides, les mathématiques, l’astronomie, la médecine, l'écriture, les calendriers très précis, les beaux-arts, l'agriculture intensive, l’ingénierie et ils ont conçu le boulier calculateur, une théologie complexe, sans oublier la roue. Toutefois, à défaut d’animaux de trait, la roue était utilisée seulement comme jouet. Ils ont également utilisé le cuivre et l’or natif en métallurgie.
Des inscriptions archaïques sur les rochers et les murs de pierre partout au nord du Mexique (en particulier dans l'État de Nuevo León) montrent une propension précoce au comptage sur le territoire du Mexique. Le système arithmétique a été l'un des plus complexes au monde, avec un système de numération en base 20. Ces premières et anciennes marques de comptage ont été associées à des événements astronomiques et soulignaient l'importance de l’astronomie pour les peuples natifs du Mexique avant l'arrivée des Européens. En fait, la plupart des dernières civilisations mexicaines construisaient soigneusement leurs villes et leurs centres cérémoniels en fonction de certains événements astronomiques.
Les plus grandes villes méso-américaines telles que Teotihuacan, Mexico-Tenochtitlan et Cholula ont été parmi les plus importantes du monde. Ces villes se sont étendues pour devenir des centres importants pour le commerce, l’échange des idées, les cérémonies, et la théologie et ils subissaient l’influence des cultures voisines sur le centre du Mexique.
Bien que de nombreuses cités-États, royaumes et empires s’y soient disputé le pouvoir et le prestige, la Mésoamérique peut être considérée comme ayant eu cinq grandes civilisations : les Olmèques, Teotihuacan, les Toltèques, les Aztèques et les Mayas. Ces civilisations (à l'exception de la fragmentation politique chez les Mayas) ont étendu leur portée à travers le Mexique, et au-delà, comme aucune autre. Ils ont consolidé leur pouvoir et diffusé leur influence en matière de commerce, d’art, de politique, de technologie et de théologie. D'autres puissances régionales ont conclu des alliances économiques et politiques avec ces quatre civilisations sur une durée de 2 000 ans. Beaucoup ont fait la guerre avec elles mais presque tous les peuples se sont trouvés dans ces cinq sphères d'influence.

### Périodisation de référence
De nombreux mésoaméricanistes utilisent comme cadre de référence commun la périodisation en trois grandes époques : préclassique, classique et postclassique, elles-mêmes subdivisées en plusieurs périodes. Les dates de début et de fin de chaque époque ont fait l'objet de nombreuses recherches et discussions, mais on attribue traditionnellement les dates suivantes à chaque période :
- préclassique : de 2500 av. J.-C. à 200 ap. J.-C.;
  - préclassique ancien : de 2500 av. J.-C. à 1200 av. J.-C. ;
  - préclassique moyen : de 1200 av. J.-C. à 400 av. J.-C. ;
  - préclassique récent (ou tardif) : de 400 av. J.-C. à 200 ap. J.-C. ;
- classique : de 200 à 900 ap. J.-C.;
  - classique ancien : de 200 à 600 ap. J.-C. ;
  - classique récent (ou tardif) : de 600 à 900 ap. J.-C. ;
- postclassique : de 900 ap. J.-C. à la conquête espagnole;
  - postclassique ancien : de 900 à 1200 ap. J.-C. ;
  - postclassique récent (ou tardif) : de 1200 à la conquête espagnole.

### Liste des cultures mésoaméricaines
Cette liste, non exhaustive, récapitule les principales cultures ou civilisations et leur localisation géographique en Amérique centrale ou du Nord.
| Culture     | Période                                           | Localisation                                                                                                   |
| Mayas       | du XIe siècle av. J.-C. au XVIe siècle            | De la péninsule du Yucatán (Mexique) au Honduras                                                               |
| Olmèques    | du XIIIe siècle av. J.-C. au VIe siècle av. J.-C. | Côte du Golfe et le long de la côte Pacifique (État du Guerrero, Oaxaca et Chiapas) jusqu’au sud du Costa Rica |
| Zapotèques  | du VIe siècle av. J.-C. au VIIIe siècle           | Côte pacifique de l'État d'Oaxaca (Mexique)                                                                    |
| Teotihuacán | du IIe siècle av. J.-C. au VIIIe siècle           | Ville de Teotihuacán, État de Mexico (Mexique)                                                                 |
| Toltèques   | du Xe siècle au XIIIe siècle                      | État de Mexico (Mexique)                                                                                       |
| Aztèques    | du XIVe siècle au XVIe siècle                     | Ville de Mexico, principalement, mais aussi jusqu'à l'est de l'État de Veracruz (Mexique)                      |

### Civilisation  olmèque
La première civilisation connue est la culture olmèque. Cette civilisation a établi le schéma culturel qui inspirerait toutes les civilisations autochtones successives au Mexique. La civilisation olmèque a débuté avec une production en abondance de poterie, vers 1200 av. J.-C. Les Olmèques ont constitué une chefferie qui établit sa capitale sur un site connu aujourd'hui sous le nom de San Lorenzo Tenochtitlán, près de la côte au Sud-Est de Veracruz. L'influence olmèque s’est étendue vers le Mexique central et le long du Golfe du Mexique. Ils ont institué un nouveau mode de gouvernement, inventé les temples-pyramides, l'écriture, l'astronomie, l’art, les mathématiques, l’économie et la religion. Leurs réalisations ont ouvert la voie aux civilisations suivantes de Mésoamérique, à partir d'environ 500 av. J.-C.

### Civilisation de Teotihuacan
Le déclin des Olmèques a entraîné un vide du pouvoir au Mexique. Au sortir de ce vide émergea Teotihuacan, dont l’origine remonte à 300 avant notre ère. Vers 150 de notre ère, Teotihuacan était en passe de devenir la première véritable Métropole de ce qu'on appelle aujourd'hui l'Amérique du Nord. Teotihuacan a établi un nouvel ordre économique et politique qui n’avait jamais existé au Mexique. Son influence s'étendait à travers le Mexique jusqu’en Amérique centrale, fondant de nouvelles dynasties dans les villes mayas de Tikal, Copán et Kaminaljuyú. L’influence de Teotihuacan sur la civilisation maya ne peut être surestimée: elle transforma le pouvoir politique, les représentations artistiques et la nature de l'économie. Dans la ville de Teotihuacan vivait une population diverse et cosmopolite. La plupart des ethnies régionales du Mexique ont été représentées dans la ville, tels que les Zapotèques de la région d’Oaxaca. Ils vivaient dans des maisons communautaires où ils exerçaient leurs métiers et contribuaient à l’essor économique et culturel de la ville. Vers 500 de notre ère, Teotihuacan était devenue la plus grande ville du monde. Le développement économique de Teotihuacan touchait des zones du nord du Mexique. C'était une ville dont l'architecture monumentale reflétait une ère nouvelle dans la civilisation du Mexique, son pouvoir politique déclina aux environs de 650, mais son influence culturelle persista, pendant la plus grande partie du millénaire, jusqu’aux environs de 950.

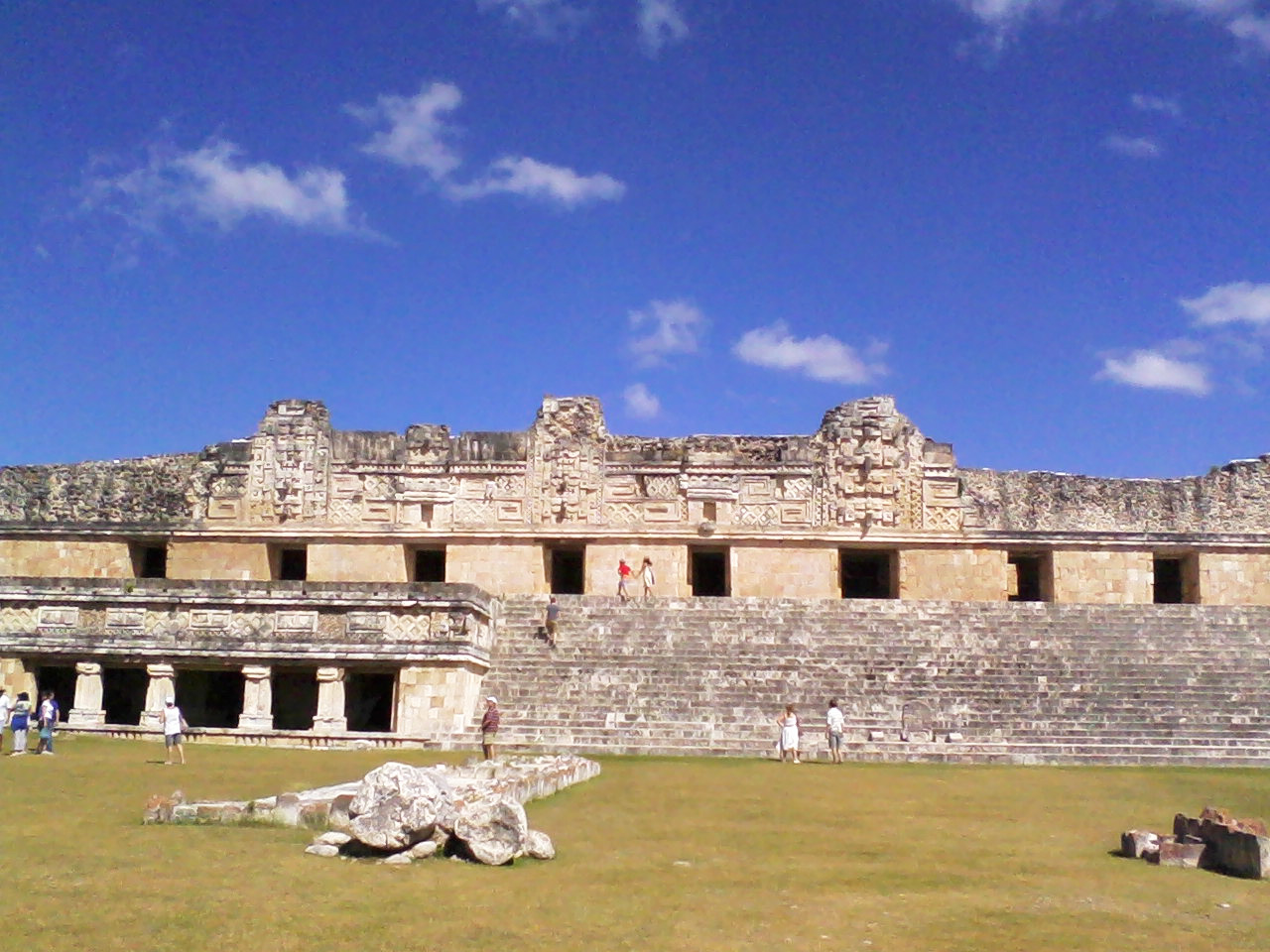
quadrilatère des nonnes, architecture maya à Uxmal

### Civilisation maya
L’apogée de la civilisation maya coïncida avec l’apogée de Teotihuacan. La période située entre 250 et 650 de notre ère fut une époque d'épanouissement intense des réalisations de la civilisation maya. Bien que les nombreuses cités-États mayas ne soient jamais parvenues à l'unité politique sur le modèle des civilisations du centre du Mexique, ils ont exercé une énorme influence intellectuelle sur le Mexique et l'Amérique centrale. Les Mayas ont construit quelques-unes des villes les plus évoluées du continent et ont fait des innovations dans le domaine des mathématiques, de l'astronomie et du calendrier. L'écriture maya  est le système écrit le plus sophistiqué des Amériques : elle se compose de pictogrammes et d'éléments syllabiques présentés sous forme de textes dont le support est la pierre, la poterie, le bois, ou des livres appelés codex hautement périssables à base de papier d'écorce.

### Civilisation aztèque
Le déclin de la civilisation toltèque entraîne une fragmentation politique de la vallée de Mexico. Dans ce nouveau jeu politique les prétendants au trône toltèque ont trouvé des rivaux à l'extérieur : les Mexicas. Eux aussi étaient un peuple du désert, un des sept groupes qui s’étaient autrefois appelés « Azteca », en mémoire d’Aztlan, mais ils ont changé de nom après des années de migration. Comme ils n'étaient pas originaires de la vallée de Mexico, ils ont d'abord été considérés comme frustes et non initiés aux voies de la civilisation toltèque. Par des manœuvres politiques et une aptitude au combat féroce, ils ont réussi à prendre le pouvoir au Mexique à la tête de la « Triple Alliance » (qui comprenait deux autres cités, Texcoco et Tlacopan).
Derniers venus sur les plateaux du Mexique central, les Mexicas se considéraient cependant comme les héritiers des civilisations qui les avaient précédées. Pour eux, les arts, la sculpture, l’architecture, la gravure, le travail des mosaïques de plumes et le calendrier, provenaient des anciens habitants de Tula, les Toltèques.
Les Mexicas-Aztèques étaient les maîtres d'une grande partie du centre du Mexique aux environs de 1500 (alors que les Yaquis, les Coras et les Apaches dominaient une partie non négligeable des déserts du nord), après avoir subjugué la plupart des autres États régionaux dans les années 1470. À leur apogée, 300 000 Mexicas exerçaient leur pouvoir sur un empire prélevant un tribut sur environ 10 millions de personnes (environ la moitié des 24 millions d’habitants). Le nom moderne de « Mexique » provient du nom de leur peuple.
Leur capitale, Mexico-Tenochtitlan, est le site de la capitale moderne du Mexique, Mexico. À son apogée, ce fut l'une des plus grandes villes dans le monde de son époque avec une population estimée à 300 000. Son marché  était le plus important jamais vu par les Conquistadors à leur arrivée.

## Amérique andine

### Liste des cultures andines
Cette liste, non exhaustive, récapitule les principales cultures ou civilisations et leur localisation géographique en Amérique andine.
| Culture             | Période                                           | Localisation                                                                                     |
| Caral               | du XXXe siècle av. J.-C. au XXVe siècle av. J.-C. | Dans le Pérou côtier et non loin de Lima.                                                        |
| Chavín              | du IXe siècle av. J.-C. au IIe siècle av. J.-C.   | Principalement dans les Andes péruviennes du nord                                                |
| Vicús               | du Ve siècle av. J.-C. au IVe siècle              | Autour de la frontière actuelle entre le Pérou et l'Équateur, près du littoral                   |
| Tiahuanaco          | du Ve siècle av. J.-C. au Xe siècle               | Autour du lac Titicaca                                                                           |
| Chibcha ou Muiscas  | du Ve siècle av. J.-C. au XVIe siècle             | Colombie andine.                                                                                 |
| Tayronas            | du Ve siècle av. J.-C. au XVIe siècle             | Nord de la Colombie (Cote caraïbe et Sierra Nevada de Santa Marta)                               |
| Paracas             | du IIIe siècle av. J.-C. au IIe siècle            | Région côtière du sud du Pérou                                                                   |
| Virú                | du IIe siècle av. J.-C. au IIIe siècle            | Région côtière du nord du Pérou                                                                  |
| Nazca               | du IIe siècle au VIIe siècle                      | Littoral sud péruvien                                                                            |
| Moche               | du IIe siècle au VIIIe siècle                     | Littoral nord péruvien                                                                           |
| Huari               | du Ve siècle au IXe siècle                        | Tout le sud et le centre du Pérou                                                                |
| Tiwanaku            | du Ve siècle au XIe siècle                        | Tout l'ouest de la Bolivie                                                                       |
| Sicán               | du IXe siècle au XIVe siècle                      | Vallée du Lambayeque (nord du Pérou)                                                             |
| Manteño-Guancavilca | du VIIe siècle au XVIe siècle                     | Cote centrale et méridionale de l'Équateur                                                       |
| Chimú               | du XIIe siècle au XVe siècle                      | Tout le littoral nord du Pérou                                                                   |
| Inca                | du XVe siècle au XVIe siècle                      | Ensemble des régions côtières et andines, de l'Équateur jusqu'au nord du Chili et de l'Argentine |

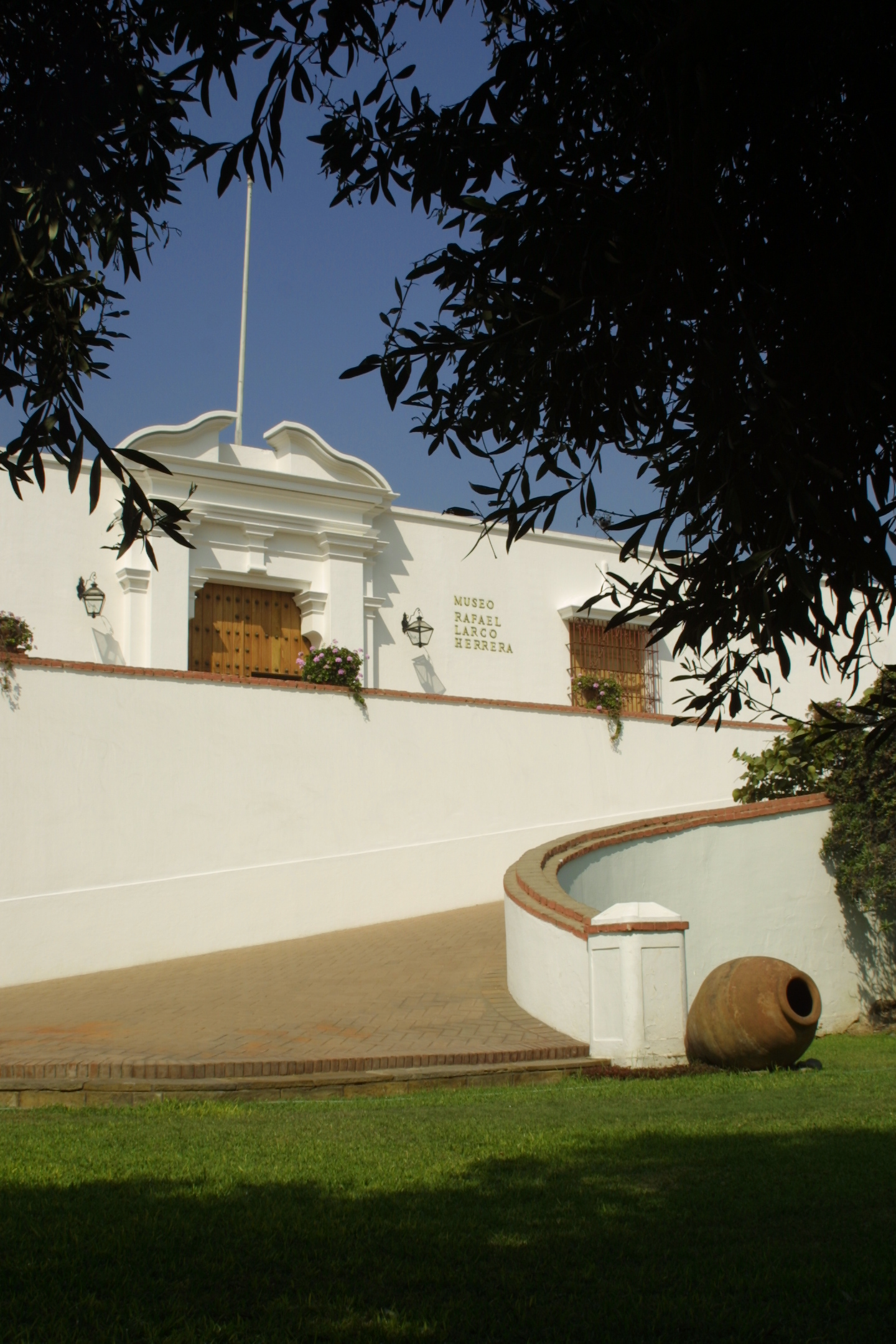
Le musée Larco abrite la plus grande collection privée d'art précolombien. Lima, Pérou.

Pendant le Ier millénaire av. J.-C., les vastes forêts tropicales d'Amérique du Sud, les montagnes, les plaines, et les côtes ont constitué l’habitat de plusieurs dizaines de millions de personnes. Certains groupes formaient des colonies permanentes. Parmi ces groupes on trouvait les Chibchas (ou « Muiscas » ou « Muyscas »), les Valdivias et les Taironas. Les Chibchas de Colombie, la culture de Valdivia en Équateur, les Quechuas du Pérou et les Aymaras de Bolivie ont été les quatre plus importants groupes amérindiens sédentaires d’Amérique andine.
La théorie des contacts pré-colombiens à travers le  Pacifique Sud entre l'Amérique du Sud et la Polynésie est appuyée par plusieurs éléments de preuve, bien qu’une confirmation irréfutable reste à découvrir. La diffusion par les humains a été mise en avant pour expliquer la présence en Océanie à l’époque pré-colombienne de plusieurs espèces de plantes cultivées originaires d'Amérique du Sud, comme la Calebasse (Lagenaria siceraria) ou la Patate douce (Ipomoea batatas). Des preuves archéologiques directes de tels contacts pré-colombiens et de tels transports font cependant défaut. Un document de 2007 publié dans Proceedings of the National Academy of Sciences mettait en avant l’ADN et les preuves archéologiques selon lesquelles les poulets domestiques ont été introduits en Amérique du Sud via la Polynésie à la fin de l'époque pré-colombienne. Ces résultats ont été contestés par une étude publiée plus tard dans le même journal, jetant le doute sur l'étalonnage des datations utilisées et présentait des analyses alternatives d’ADN mitochondrial qui étaient en contradiction avec une origine génétique polynésienne. L'origine et la datation restent une question ouverte. Qu’il y ait eu ou non des échanges précoces entre l’Amérique et la Polynésie, il n'existe aucune preuve par le biais de la génétique humaine, ou d’ordre archéologique, culturelle ou linguistique de ce contact.

### Civilisation de Caral
Sur la côte nord de l'actuel Pérou, la civilisation de Caral ou de Norte Chico est apparue vers 3000 av. J.-C. Elle comportait un groupe d’agglomérations urbaines, dont Caral, dans la vallée de Supe, est le site le plus grand et le mieux étudié. Norte Chico est la plus ancienne civilisation connue en Amérique et elle a perduré jusque vers 1800 av. J.-C.

### Culture de Valdivia

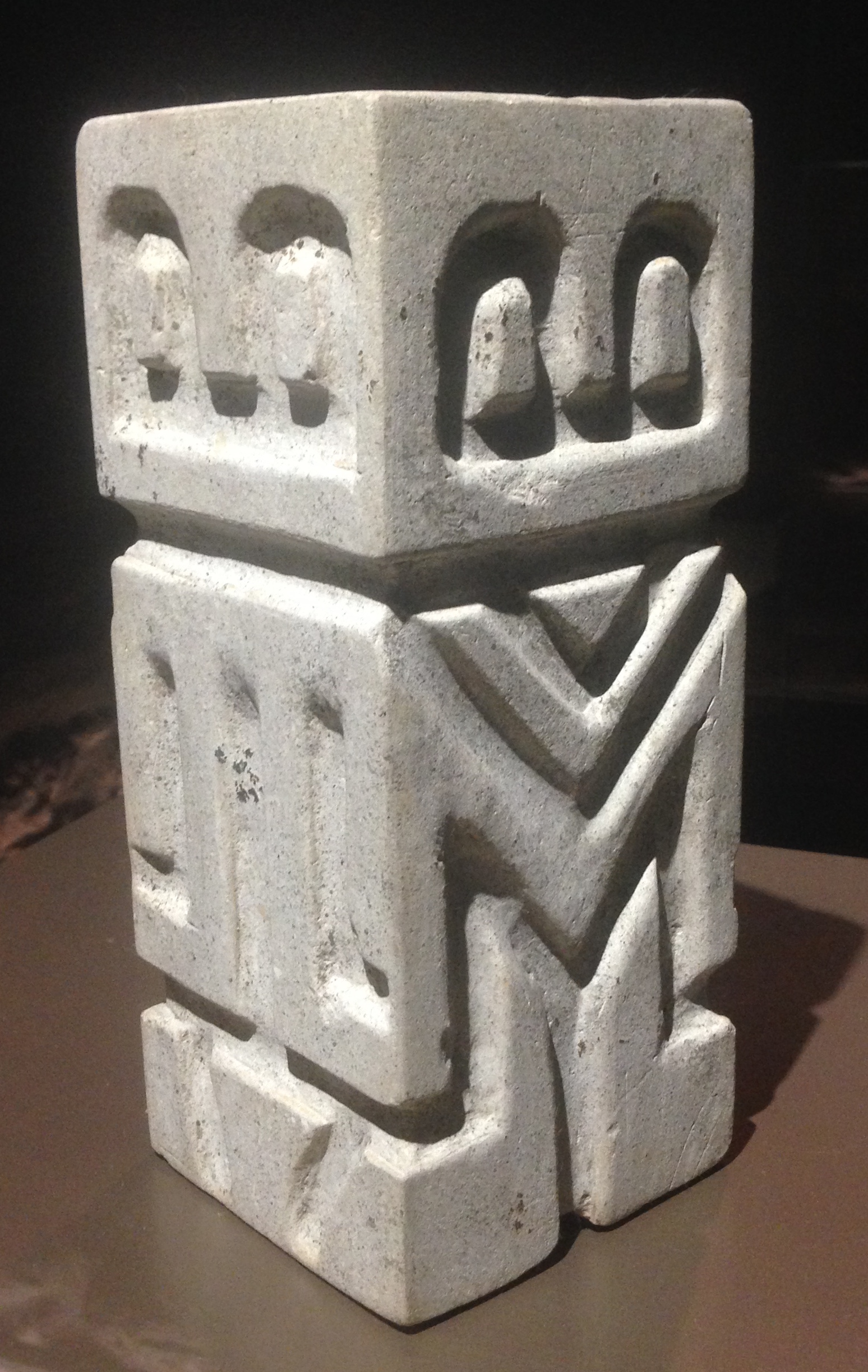
Statue d'ancêtre valdivia

La culture de Valdivia était concentrée sur la côte de l’Équateur. Son existence a été découverte récemment à la suite de découvertes archéologiques. Leur culture est la plus ancienne des Amériques, s'étendant sur une période qui s’étend de 3500 à 1800 avant notre ère. Le peuple de Valdivia vivait dans des maisons communautaires construites en cercle ou en ovale autour d'une place centrale. C'étaient des populations sédentaires qui vivaient de l'agriculture et de la pêche, bien qu’il leur arrivait parfois de chasser le cerf. D’après les restes qui ont été découverts, les chercheurs ont conclu que les Valdiviens cultivaient le maïs, les haricots, les courges, le manioc, les piments forts, et le coton qui a été utilisé pour fabriquer des vêtements. La poterie de Valdivia était initialement grossière et pratique, mais elle est devenue plus élaborée, délicate, et de grande dimension au fil du temps. Ils utilisaient généralement comme couleurs le rouge et le gris, et la poterie avec un vernis rouge foncé est caractéristique de la période de Valdivia. Dans ses œuvres de céramique et de pierre, la culture Valdivia montre une progression des œuvres les plus simples vers les plus compliquées.

### Cañaris
Les cañaris formaient le peuple natif des provinces de l'Équateur d'aujourd'hui connues sous les noms de Cañar et d’Azuay. Ils constituaient une civilisation complexe à l'architecture avancée et aux croyances religieuses complexes. Les Incas ont détruit et brûlé la plupart de leurs vestiges. La vieille ville des cañaris a été reconstruite à deux reprises, d'abord par la ville inca de Tomipamba et plus tard par la ville coloniale de  Cuenca. La ville a également été considérée comme le site d’Eldorado, la ville d'or de la mythologie colombienne. (Voir Cuenca)
Les Cañaris sont surtout connus pour avoir repoussé l'invasion des Incas au prix d’une résistance acharnée pendant de nombreuses années jusqu'à ce qu'ils soient vaincus par Tupac Yupanqui. Beaucoup de leurs descendants sont encore présents au Cañar. La majorité d’entre eux ne s’est pas mélangée avec les colons ni métissée.

### Culture de Chavín

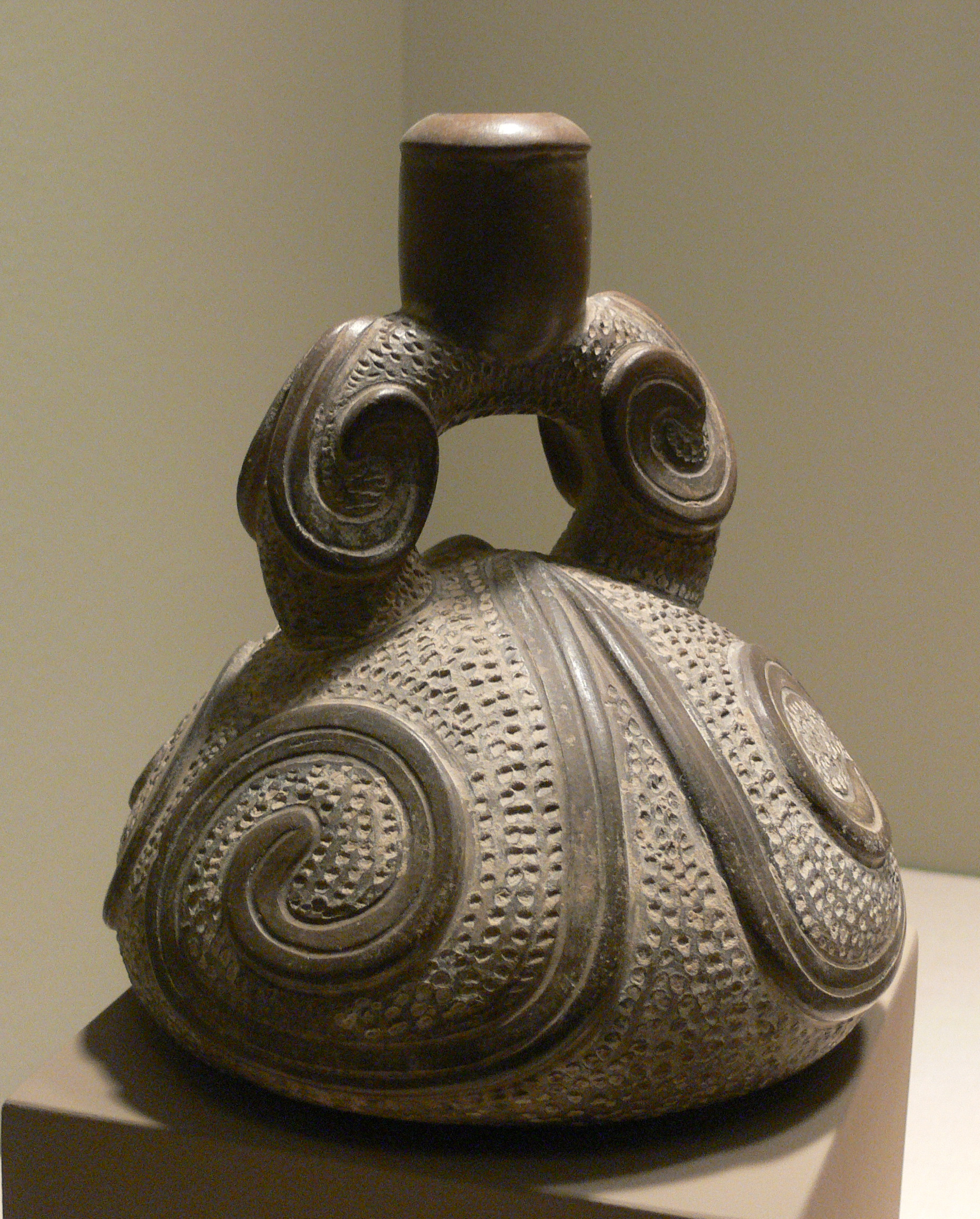
La céramique de Chavín est de forme sphérique avec une base plate.

La culture de Chavín, une civilisation d'Amérique du Sud ne disposant pas de l’écriture, mit en place un réseau d'échanges et d'agriculture développé vers 900 avant notre ère, selon certaines estimations et découvertes archéologiques. Des artefacts ont été découverts sur un site appelé Chavín au Pérou moderne à une altitude de 3 177 mètres. La civilisation de Chavín a duré de 900 à 300 avant notre ère.

### Chibchas
Les communautés de langue Chibcha étaient les plus nombreuses, les plus étendues géographiquement et les plus développées sur le plan socio-économique en Colombie pré-hispanique. Au IIIe siècle, les Chibchas avaient établi leur civilisation au nord des Andes. À un moment donné, les Chibchas ont occupé une partie de ce qui constitue maintenant le Panama et les hautes plaines de l'est de la Sierra Nevada de Santa Marta en Colombie.
Les zones qu'ils occupaient en Colombie correspondaient aux départements actuels de Santander (nord et sud), de Boyacá et de Cundinamarca. C'est là que les premières fermes et les premières industries se sont développées. Ce sont actuellement les régions les plus riches de Colombie. Les Chibchas ont développé la zone la plus peuplée entre l'empire inca et l'aire maya. À côté des Quechuas du Pérou et des Aymaras de Bolivie, les Chibchas des hautes terres de l'est et du nord-est de la Colombie ont élaboré la culture la plus importante des peuples autochtones sédentaires d’Amérique du Sud.
Dans les Andes Orientales, les Chibchas étaient composés de plusieurs tribus qui parlaient la même langue (Chibchan). C’étaient les suivantes : les Muisca, les Guane, les Lache, les A'i Cofán, et les Chitarero.

### Culture Moche

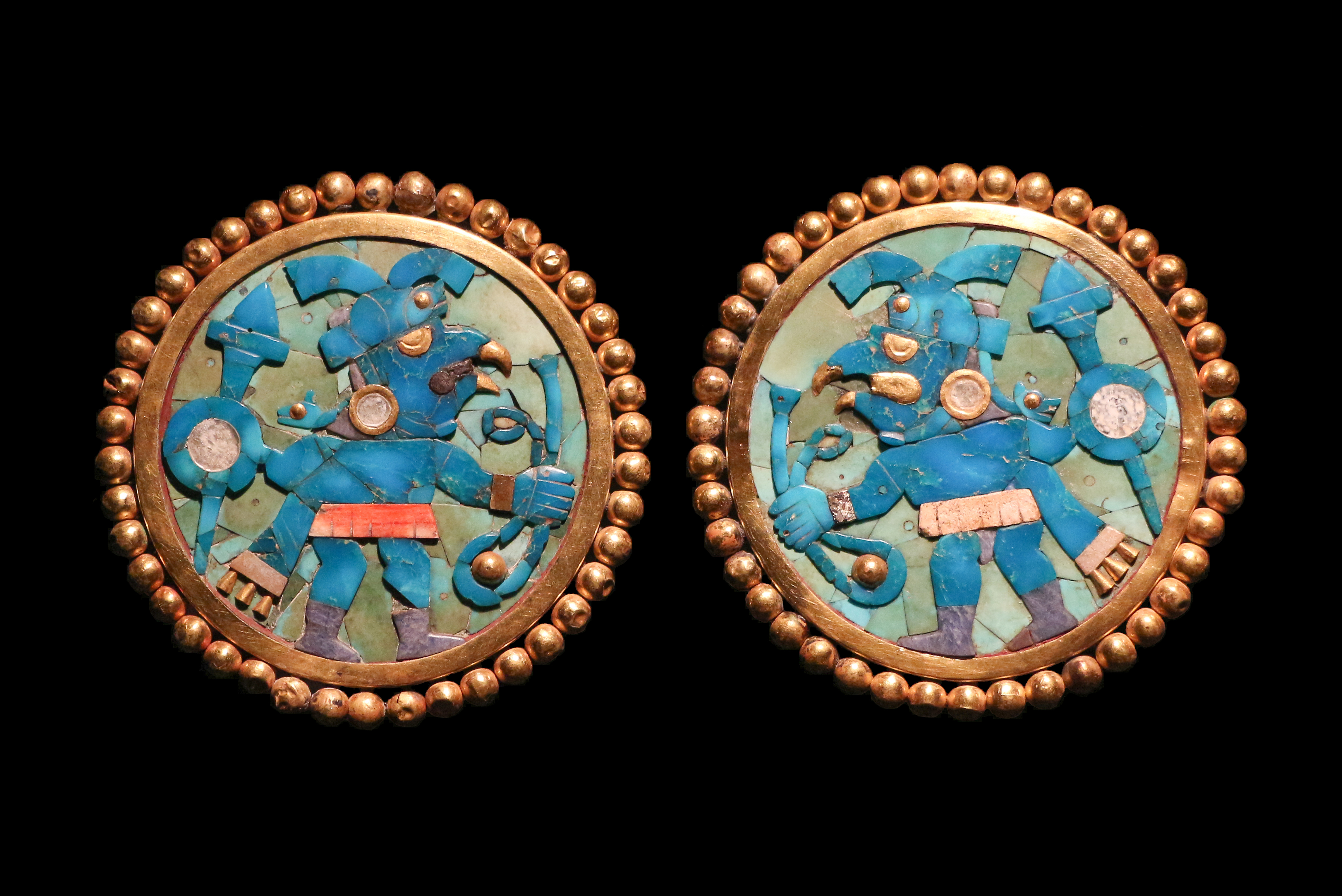
Boucles d'oreilles Moche en or (Musée Larco).

La culture Moche a prospéré sur la côte nord du Pérou il y a environ 1 500 à 2 000 ans. Le patrimoine de la culture Moche se manifeste par des sépultures élaborées. Certaines ont été récemment mises au jour par Christopher Donnan de l’UCLA en liaison avec la National Geographic Society.
Artisans qualifiés, les Mochicas étaient un peuple technologiquement avancé. Ils ont eu des contacts avec des peuples éloignés, comme les Mayas. Ce que l’on connaît de la culture Moche dérive de l'étude de leurs poteries en céramique, dont les sculptures révèlent des détails de la vie quotidienne. Le musée Larco de Lima, au Pérou possède une vaste collection de telles céramiques. Ils montrent que ce peuple pratiquait les sacrifices humains, procédait à des rituels de buveurs de sang, et que leur religion comportait des pratiques sexuelles non procréatives (comme la fellation).

### Empire inca
Installant leur capitale dans la grande cité de Cuzco, en forme de cougar la civilisation inca a dominé la région des Andes de 1438 à 1533. Connue sous le nom de suyu Tawantin, ou « pays des quatre régions », en quechua, la civilisation inca était très particulièrement originale et développée. La domination des Incas s’étendait sur près d'une centaine de communautés linguistiques ou ethniques, soit 9 à 14 millions de personnes reliées par un système de 25 000 km de réseau routier. Les villes étaient construites avec précision, en pierres de tailles inégales, assemblées sur plusieurs niveaux de relief montagneux. Les cultures en terrasses étaient une pratique usuelle en agriculture. Il existe des preuves de l’existence d’une métallurgie performante et même de neurochirurgie efficace dans la civilisation inca.

Le Machu Picchu, symbole de la civilisation inca.

### Frise chronologique de l’Amérique andine
En nuances de bleus et de violets correspondent les peuples des régions côtières.

En couleurs chaudes (oranges, rouges, marrons) correspondent les peuples des régions andines.

En nuances de verts correspondent les peuples des régions amazoniennes.

Le classement de haut en bas correspond aux localisations des cultures, du nord au sud.

## Développement agricole
Les premiers habitants des Amériques ont développé leur agriculture, en cultivant et sélectionnant le maïs à partir d’une taille de 2–5 cm de longueur à la taille que nous connaissons aujourd'hui. Les pommes de terre, les tomates, les tomatilles (une tomate verte décortiquée), les citrouilles, les piments, les courges, les haricots, les ananas, les patates douces, les céréales, le quinoa et l’amarante, le chocolat, la vanille, les oignons, les arachides, les fraises, les framboises, les mûres, les myrtilles, les papayes et les avocats ont été parmi les autres plantes cultivées par les autochtones. Plus des deux tiers de tous les types de cultures vivrières dans le monde sont originaires des Amériques.
Les natifs ont commencé à utiliser le feu d'une manière généralisée. Le brûlage intentionnel de la végétation a été utilisé pour mimer les effets des feux d'origine naturelle qui tendaient à éclaircir les forêts, ce qui rendait les déplacements plus faciles et facilitait la croissance des herbes et des plantes à petits fruits qui sont importantes tant pour l'alimentation que pour la production de médicaments. Cette technique pourrait être à l’origine des savanes de l'Amérique du Nord précolombienne.
Bien qu’il soit moins répandu que dans d'autres régions du monde (Asie, Afrique, Europe), les Amérindiens pratiquaient aussi l’élevage. Au Mexique, ainsi qu’en Amérique centrale, les peuples natifs avaient domestiqué le cerf qui était élevé pour sa viande et même parfois pour son lait[réf. nécessaire]. Les civilisations andines élevaient les lamas et les alpagas pour les mêmes raisons, tout en les utilisant aussi comme bêtes de somme. Le cochon d’Inde était également élevé pour sa viande dans les Andes. L’iguane était également une source de viande au Mexique, ainsi qu’au centre et au nord de l'Amérique du Sud[réf. nécessaire].
Au XVe siècle, le maïs venu du Mexique était cultivé dans le delta du Mississippi et sur la côte est des États-Unis et au nord jusqu’au sud du Canada. Les pommes de terre étaient utilisées par les Incas, et le chocolat par les Aztèques.

## Génétique

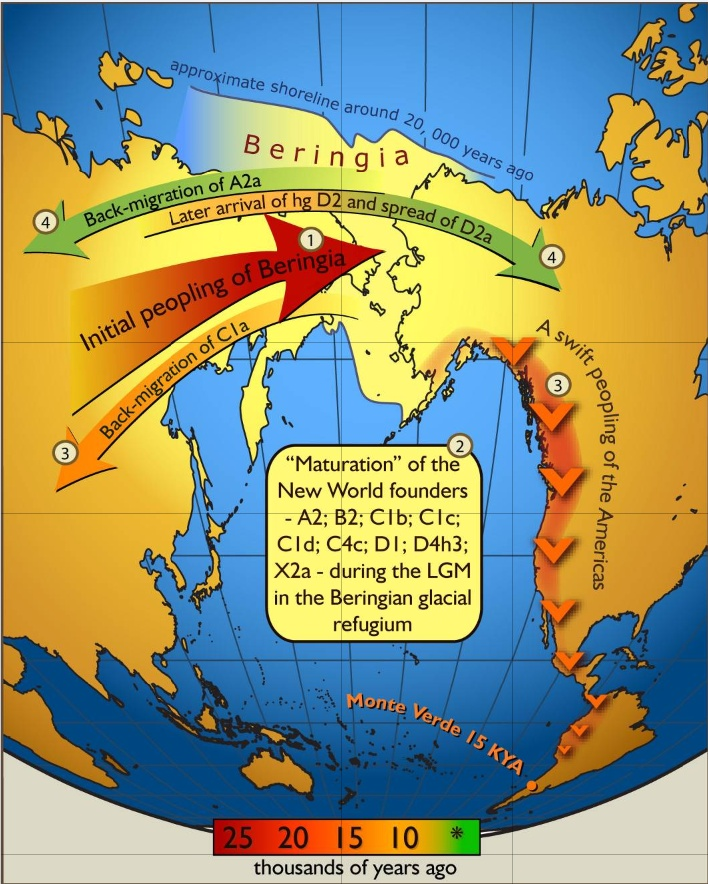

L’haplogroupe le plus fréquemment associé aux Amérindiens est l’haplogroupe Q (Y-ADN). L'ADN du chromosome Y se distingue de celui des autres chromosomes du fait que la majeure partie du chromosome Y est unique et ne se recombine pas lors de la méiose. Cela a pour conséquence que l'évolution historique des mutations peut être facilement étudiée. Le modèle indique que les Amérindiens ont connu deux épisodes bien caractérisés sur le plan génétique, d'abord le premier peuplement des Amériques, et ensuite la colonisation européenne des Amériques,. Le premier est le facteur qui détermine le nombre de lignées de gènes et les haplotypes qui sont présents dans les populations amérindiennes d'aujourd'hui.
L’installation de l'homme au Nouveau Monde s'est produite à partir de la côte de la mer de Béring, avec une étape initiale il y a 20 000 ans en Béringie pour la population originelle,. La diversité et la répartition des  micro-satellites des lignées Y spécifiques à l’Amérique du Sud indique que certaines populations amérindiennes sont restés isolées depuis la première colonisation de la région. Les Na-Dené, les Inuits et les peuples natifs d' Alaska étaient porteurs de mutations de l’haplogroupe Q (Y-ADN), cependant ils étaient distincts des autres Amérindiens porteurs de mutations de l’ADN mitochondrial,,. Cela donne à penser que les autochtones des régions de l’extrême nord de l’Amérique du Nord et du Groenland sont issus de populations émigrées plus tardivement.
L'image ci-contre est une représentation schématique du flux génétique à transmission maternelle (ADNmt) à l’intérieur et à l’extérieur de la Béringie, à partir de 25 000 ans avant notre ère jusqu’à nos jours. Les couleurs des flèches correspondent à la chronologie approximative des événements décrite dans la légende des couleurs. Au peuplement initial de la Béringie (représenté en jaune clair) a succédé une période de statu quo avant la migration rapide des ancêtres des Amérindiens dans tout le Nouveau Monde tandis que d'autres se dirigeaient vers l'Ouest de la Béringie comme le prouve la propagation des lignages maternels –C1a- vers l’Ouest. Plus récemment (en vert) l'échange génétique s’est manifesté par une migration de retour du gène A2a en Sibérie et la propagation du gène D2a vers le nord-est de l'Amérique postérieure au peuplement initial du Nouveau Monde.